# Aliño

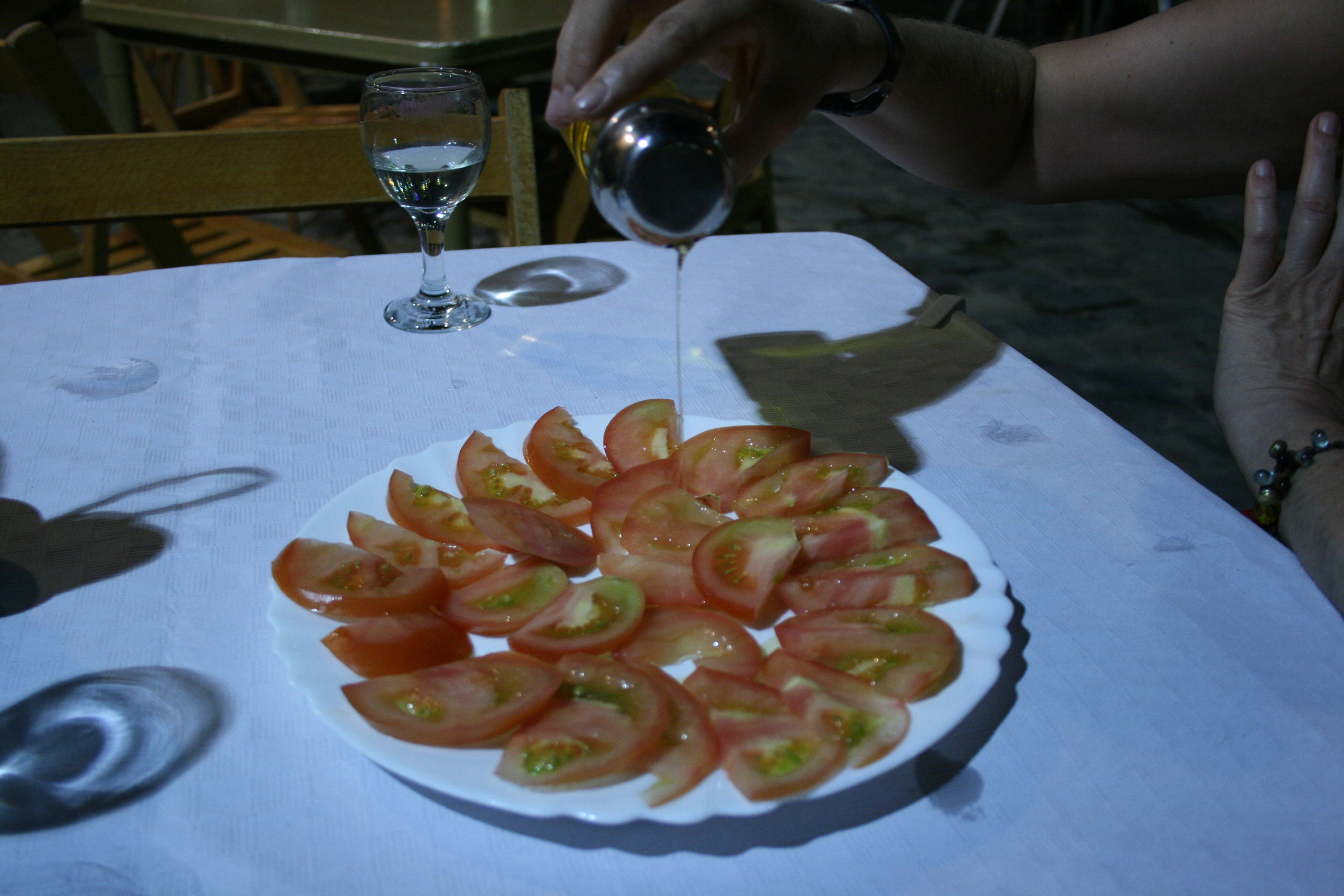
Proceso de aliño en unas rodajas de tomates.

El aliño o aderezo es la mezcla de especias y otros condimentos con el fin de realzar o potenciar el sabor de algún producto, como una ensalada, carne, pescado.

## Aliños
Los usados habitualmente son:
- Aderezo de limón
- Salsa de yogur
- Pebre
- Chimichurri
- Pesto

## Clásicos
Aliños tales como el garo o salsa blanca. 